# Мухаммед Али (султан Брунея)
Мухаммед Али ибн Мухаммад Хасан (малайск. Muhammad Ali bin Muhammad Hasan; ум. 16 ноября 1661) — султан Брунея, правивший в 1660—1661 годах.

## Биография
Был третьим сыном султана Мухаммада Хасана.
Вступил на престол в 1660 году после смерти племянника Абдула Джалилула Джаббара. Во время его правления сын султана принц Бонгсу из-за проигранного петушиного боя убил принца Алама, сына Абдул Хаккул Мубина и скрылся с места убийства. Отец убитого принца Абдул Хаккул Мубин пришёл во дворец султана и просил казнить принца Бонгсу.
Мухаммед Али отказался это сделать и разгневанный Абдул Хаккул Мубин начинал убивать людей во дворце. Султан пытался его остановить, но был схвачен его людьми и задушен в дворцовом саду. Новым султаном стал Абдул Хаккул Мубин, но вскоре началась гражданская война между сторонниками бывшего султана и его преемника.